# Щуровський Тимофій
Тимофій Щуровський, або Тимотей Щуровський ЧСВВ (1740, Лишня на Волині — 1812) — український унійний церковний діяч, василіянський місіонер і проповідник.

## Життєпис
Тимофій Щуровський народився 20 листопада 1740 р. у селі Лішки за милю від Володимира в сім’ї судді. 
Після домашнього навчання та в одній із найкращих василіянських шкіл Володимира він у 18 років вступив до василіянського монастиря в Битені. Потім Щуровський навчався теології в Полоцьку, а далі, прийнявши чернечий постриг, повернувся до міста Володимира, де вчителював у василіянських школах. 
Невдовзі митрополит Філіп Володкевич послав його, як свого аудитора, на навчання до Риму, звідки Щуровський повернувся доктором теології та канонічного права. Невдовзі він був призначений протонотаріусом Апостольської столиці. Крім того, на своїх закордонних студіях він удосконалив знання іноземних мов (сімома володів вільно). 
З таким науково-освітнім багажем Щуровський став проповідником у василіянській церкві Вільна, де зарекомендував себе блискучим оратором — його проповіді приходили слухати не тільки греко-католики, але й православні, римо-католики, юдеї та мусульмани. 
Проповідницьку та теологічну діяльність він продовжив у василіянських монастирях Битеня та Білої Підляски, де був ігуменом та «mistrza nowicjatu», керуючи місійною працею василіян на Підляшші та Холмщині.
Під кінець життя Т. Щуровський реалізував досить цікаву ініціативу щодо чернечого життя. Як ігумен монастиря в Білій, він, спираючись на статут ордену св. Василія Великого, заснував 1792 р. жіночий чин йосафаток, для якого сам уклав правила виховання незаможних дівчат.

## Творчість і діяльність
Творчість і діяльність Т. Щуровського припала на «золоту добу» василіянського чину (1744-1772 рр.), і саме завдяки йому активність василіян підтримувалась аж до початку XIX ст. (1812 року Щуровський помер) — у період пригасання та фактичної їх заборони після останнього поділу Польщі (1795 р.). Він не лише сам здобув освіту у василіянських школах, але й зробив внесок у їх розбудову, зокрема, у його рідному місті — Володимирі, де василіянська школа існувала від 1746 року на підставі спеціального привілею короля Августа III. Варто нагадати, що в цей період на землях України були засновані школи на кошти, зокрема, магнатів Станіслава Любомирського в Шаргороді та Миколи Потоцького в Бучачі. Подібні школи функціонували в Кам’янці, Лаврові, Львові, Теребовлі, Сатанові та в інших містах. 
Високий рівень василіянської освіти підкріплювався їхньою активною видавничою діяльністю. Однією з найкращих василіянських друкарень була почаївська (1735–1800), яка майже не поступалася досить активним «офіцинам» литовської провінції чину, які діяли у Вільні (1628–1839) і Супраслі (1695–1804). Саме в цих трьох друкарнях вийшло найбільше книг і Тимофія Щуровського. А були це монументальні праці, які він написав на «пожиток християнства», із догматичної й моральної теології «Спасенне привітання апостольського вчення» («Hasło zbawienne nauki apostolskiej», 1780, 1783), а також збірник «poważnych autorów» з канонічного права в одинадцяти книгах «Бяльська місія» («Missja Bialska», 1792), куди увійшли не лише релігійні норми правничо-догматичного характеру, але й різні «духовні розмови» і, що не менш цікаво, написані польською та українською мовами пісні, що використовувались у місійній діяльності василіян. Саме Т. Щуровський утверджував двомовний характер цих пісень.  
Натомість потребами професорської праці Т.  Щуровського у василіянських школах Володимира була продиктована його латиномовна праця «Дидактична поетика» («Poesis didactica», 1770), яка вийшла в Почаєві, де він друкував і свої діалогізовані драматичні твори, призначені для студентських вправ із поетики й риторики. Серед них  — діалог віршем «Похвальний голос неба і землі римотворчим співом найвищої та найсвятішої столиці мудрості при радісному сповіщенні» («Glos pochwalny nieba і ziemi rymotworskim pieniem najwyższej i najświętszej stolicy mądrości przy zwiastowaniu radosnym», 1770), трагедія, «відновлена у володимирських школах», «Види мудрості, висміяні в поганських постатях, від Леона Ізаврика, потоптаного цісарем, від Яна Дамаскіна славлена» («Widok mądrości w obraziech od pogan wyśmiany, od Leona Izawryka cesarza zdeptany, od Jana Damascena wsławiony», 1771), «Християнський господар, який керує своїм домом відповідно до Божих заповідей» («Gospodarz chrześcijański dom swój według przykazań boskich rządzący», 1772) тощо. 
Найважливішим художнім твором Т. Щуровського вважають трагедію «Володимир всія Русі цісар…» («Włodzimierz wszystkiej Rusi Cesarz i ksiąze Dziedziczny, z Konstantyna Cesarza Rzymskiego krwią idący...»), надруковану в Почаєві, як зазначено на титулі. Вона була поставлена за «дозволом старших» у травні 1769 р. василіянською молоддю, що навчалась у Володимирі. Варто зазначити, що весь твір побудований за приписами єзуїтських поетик щодо шкільної драми. Це видно вже із самої назви, у якій анонсувалася постать головного героя із зазначенням його суспільної позиції — цісар всієї Русі, спадкоємний князь. Проте назва трагедії була ще досить бароковою, бо до наведених вище передували слова, якими ніби підсумовувалася сама суть твору: «Хвала безсмертному Богу за навернення грішників до справжньої віри та святої покути» («Chwała Nieśmiertelnego Boga w Nawróceniu Grzeszych do wiary prawdziwej i pokuty świętej»). Взагалі, похвала тут ведеться в бароковому стилі на контрасті «сучасність-старовинність», адже єпископ докладав чималих зусиль, щоб фундатор міста св. Володимир до «перших джерел свого ощасливлення повернувся», a T. Щуровський підкреслював, що виразнішою і вагомішою стане праця берестейського єпископа Антонія Молодовського, якщо Володимир «залишиться в нашій пам’яті». Адже, на думку письменника, св.  Володимир є справжнім «скарбом в безсмерті Міста похованим… Ці краї позбавив він від сили ідолів та в ряди синів світла й у володіння Церкви Христа вселив…». Увага драматурга зосереджена на важливих сарматських чеснотах, за які бароковий митець Шимон Старовольський вважав св.  Володимира одним із найславніших «сарматських войовників», що став ідеалом володаря і борця за віру та Вітчизну. Появу трагедії Щуровського про київського князя Володимира можна співвіднести з політичними тенденціями, які спонукали його православного попередника Феофана Прокоповича до написання трагікомедії «Володимир» (1705), що постала, на думку Я. Гординського, як «пам’ять про зв’язок Києва з давньою історією України.., представлення перед очевидцями давньої історичної традиції України й зазначення, що вона має бути святою для сучасних киян». У випадку Щуровського йшлося про впровадження Володимиром християнства як нової прогресивної релігії не лише православних, але й греко-католиків. Постать Володимира, хрестителя руського краю, стала зразком для молоді, для вироблення в ній позитивних рис і чеснот. Через те автор постійно пам’ятав про свого адресата — василіянську шкільну молодь, якій скеровані дидактичні повчання. 
Трагедія «Володимир всія Русі цісар» — це не тільки розповідь просвітника про видатну постать українського християнства та історії, але передусім загострення уваги на «переломних» подіях, що відкривали щось нове, у цьому випадку — перехід від язичництва до християнства, здійснений князем Володимиром, який, зробивши християнство державною релігією, у XIII ст. був канонізований як святий. Т.  Щуровський, обмежений канонами трагедії (єдність часу, місця), не все зміг розповісти у своєму творі про св. Володимира. Через кілька років у поетичній збірці «Зразок жіночої досконалості» («Wzór doskonałości panieńskiej», Почаїв, 1772), подаючи високі зразки чеснот для наслідування василіянами, він помістив пісні українською і польською мовами, присвячені св. Володимиру. 
Театральні дійства в Україні та Польщі мали переважно шкільний характер конфесій, що конкурували між собою. Досить активними в цій ділянці були єзуїтські та піярські сцени, а з іншого боку — василіянсько-уніатські та православні, але для всіх них зразками у XVIII ст. були французькі класичні та античні трагедії, які вважали обов’язковою літературною доктриною. Трагедія «Володимир» T. Щуровського, як і вся шкільна драматургія, була створена для дидактичного виховання і виставлялася в уніатсько-василіянських школах. Написана польською мовою про св.  Володимира, сарматського лицаря і зачинателя православ’я в Україні-Русі, вона адекватно відображала гетерогенність духовної ситуації культурного польсько-українського пограниччя в другій половині XVIII ст.